# Эвинайонг
Эвинайонг (фр. Evinayong) — город в Экваториальной Гвинее, является административным центром провинции Центро-Сур.

## Демография
Население города по годам:
| 1983  | 2001  | 2010  |
| ----- | ----- | ----- |
| 3 170 | 7 997 | 9 012 |